# Tanzfestival
Als Tanzfestival bezeichnet man eine regelmäßig (zumeist jährlich) stattfindende kulturelle Veranstaltung, bei der in einer Stadt an unterschiedlichen Bühnen und anderen Orten durch einen Veranstalter mehrere zeitgenössische Tanzstücke und Ballette wie auch Tanztheaterstücke, Tanzoper und Performances veranstaltet werden. Ein Tanzfestival wird oft in Zusammenarbeit mit einem städtischen Theaterhaus, Opernhaus und anderen Einrichtungen durchgeführt, an denen durch Tanztheaterensembles bzw. Ballettkompanien regelmäßig Tanzkunst entwickelt wird, sowie Tanzstücke produziert und präsentiert werden. Zu einem Tanzfestival werden meist Stücke anderer Choreografen und Tanzensembles aus anderen Städten eingeladen und internationale Wettbewerbe mit Preisverleihungen ausgeschrieben.

## Überblick zu internationalen Tanzfestivals
- Adelaide Festival (Adelaide/AUS), für alle Künste
- Aerowaves Spring Forward (Ort rotiert; 1. Ausgabe in 2010: Ljubljana/SLO, 2. Ausgabe 2011: Bari/I), zeitgenössischer Tanz
- Biennale di Venezia (Venedig/I), für alle Künste
- Bolzano Danza - Tanz Bozen (Bozen/I), zeitgenössischer Tanz
- Culturescapes
- Cutting Edge Move (Frankfurt am Main/D)
- DANCE, internationales Festival für zeitgenössischen Tanz der Landeshauptstadt München
- Duisburger Tanztage, größtes Amateurtanzfestival Deutschlands
- Festival d’Avignon (Avignon/F), für darstellende Künste
- Edinburgh International Festival und Edinburgh Festival Fringe (Edinburgh/GB), für alle Künste
- euro-scene Leipzig (Leipzig/D), für zeitgenössisches Theater und Tanz
- Holland Dance Festival (Den Haag/NL)
- ImPulsTanz (Wien/A), zeitgenössischer Tanz
- Internationale Tanzmesse NRW (Düsseldorf/D), zeitgenössischer Tanz
- Internationale Tanztage Oldenburg (Oldenburg/D)
- Internationaler Wettbewerb für Choreographen Hannover (Hannover/D)
- Internationales Ballettfestival Bodrum (Bodrum/TR), Ballett
- Internationales Baltisches Ballettfestival (Riga, Lettland), Ballett
- Internationales Solo-Tanz-Theater-Festival (Stuttgart/D), Wettbewerb, zeitgenössischer Tanz
- Internationales Sommerfestival Hamburg (Hamburg/D), zeitgenössischer Tanz
- In Transit (Berlin/D), für alle darstellenden Künste, zeitgenössischer Tanz
- Lucky Trimmer Tanz Performance Serie (Berlin/D), zeitgenössischer Tanz
- Montpellier Danse (Montpellier/F), zeitgenössischer Tanz
- Movimentos Festwochen (Wolfsburg/D), zeitgenössischer Tanz
- Ponderosa TanzLand Festival (Stolzenhagen/D), zeitgenössischer Tanz
- Potsdamer Tanztage (Potsdam/D), zeitgenössischer Tanz
- Seoul International Ballet Festival (Seoul, Südkorea), Ballett
- Soundance Festival, internationales Festival für zeitgenössischen Tanz und Musik (Berlin/D)
- Springdance (Utrecht/NL), zeitgenössischer Tanz
- Tanzbiennale Heidelberg (Heidelberg/D), zeitgenössischer Tanz
- Tanzfestival Bielefeld (Bielefeld/D), zeitgenössischer Tanz
- Tanz im August (Berlin/D), zeitgenössischer Tanz
- Tanznacht Berlin (Berlin/D), zeitgenössischer Tanz
- Tanzplattform Deutschland (Ort rotiert), findet seit 1994 alle 2 Jahre statt, zeitgenössischer Tanz
- TANZtheater INTERNATIONAL (Hannover/D), zeitgenössischer Tanz
- Tanzwerkstatt Europa (München/D), zeitgenössischer Tanz
- Uzés Danse (Uzés/F), zeitgenössischer Tanz